# Nematobothrioides histoidii
Nematobothrioides histoidii är en plattmaskart. Nematobothrioides histoidii ingår i släktet Nematobothrioides och familjen Didymozoidae. Inga underarter finns listade i Catalogue of Life.